# Daniel Edwin Rutherford
Pour les articles homonymes, voir Rutherford.
Daniel "Dan" Edwin Rutherford (4 janvier 1906 à Stirling - 9 novembre 1966 à St Andrews) est un mathématicien écossais, connu pour ses travaux sur la théorie de la représentation des groupes symétriques.

## Biographie
Rutherford termine ses études secondaires à la Perth Academy (en) en 1924, puis, avec l'aide d'une bourse, il part à l'université de St Andrews, où il obtient son B.Sc. en 1927 et sa maîtrise en mathématiques en 1928. Sur les conseils de Herbert Turnbull, Rutherford fait ses études supérieures à l'université d'Amsterdam, où il écrit une thèse de doctorandus sous la direction de Roland Weitzenböck (en) . La thèse de Rutherford est publiée en 1932 sous le titre Modular Invariants dans la collection Cambridge Tracts. Il devient maître assistant à l'université d'Édimbourg puis maître assistant à l'université de St Andrews, où en 1934 il est promu « Maître de conférences en mathématiques et mathématiques appliquées » et chargé de développer le département de mathématiques appliquées. À St Andrews, il reçoit en 1949 un D.Sc. puis devient en 1952 lecteur et en 1964 professeur à la chaire Gregory de mathématiques appliquées.  

## Travaux
Sa spécialité de recherche est l'algèbre et en particulier la théorie de la représentation des groupes symétriques. Son livre le plus célèbre, Substitutional Analysis (1948), présente ses recherches sur les tableaux d'Alfred Young. Rutherford a publié des recherches sur les méthodes numériques en dynamique des fluides. Il est l'auteur de trois livres sur les mathématiques pures et de trois livres sur les mathématiques appliquées et également coauteur d'un manuel sur l'algèbre abstraite élémentaire. 

## Prix et distinctions
En 1934, Rutherford est élu membre de la Royal Society of Edinburgh (FRSE). Ses proposants étaient Herbert Turnbull, Sir Edmund Taylor Whittaker, Edward Copson et Geoffrey Timms. Il reçoit la médaille Keith de la Société en 1953. En 1966, il est lauréat (à titre posthume) du prix Makdougall Brisbane de la Royal Society of Edinburgh. Il a été survécu par sa veuve et ses deux filles.  

## Publications
- Modular Invariants, coll. « Cambridge Tracts in Mathematics, Number 27 », 1932
- « On the condition that two Zehfuss matrices be equal », Bull. Amer. Math. Soc., vol. 39, no 10,‎ 1933, p. 801–808 (DOI 10.1090/s0002-9904-1933-05746-4, MR 1562732)
- Vector Methods, Edinburgh, Oliver and Boyd, 1939 reprint, Mineola, N.Y., Dover, 2004 (ISBN 0486439038, lire en ligne).
- Substitutional Analysis, Edinburgh University Press, 1948 (lire en ligne)[5] reprint, Mineola, N.Y., Dover, 2013 (ISBN 9780486491202, lire en ligne)
- Classical Mechanics, Oliver and Boyd, 1957
- Fluid Dynamics, Oliver and Boyd, 1959 (lire en ligne)
- avec E.M. Patterson: Elementary Abstract Algebra, Oliver and Boyd, 1965
- Introduction to Lattice Theory, NY, Hafner, 1968